# Vodkabältet

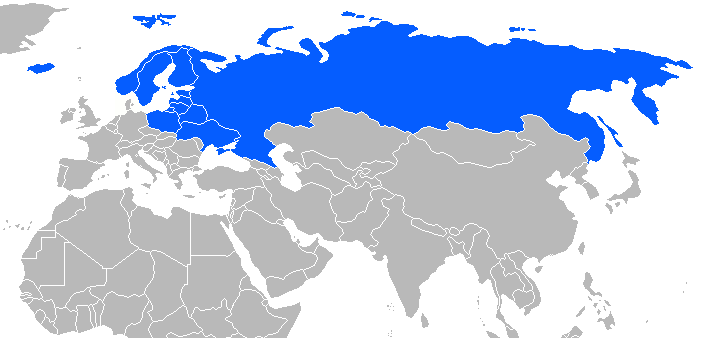
Vodkabältet

Vodkabältet, brännvinsbältet, spritbältet, ett område i norra Europa där spritdrycker har dominerat alkoholkonsumtionen. Uttrycket förekom för första gången 1964 när tidningen Time hade en artikel om drickandet i Polen. I många länder som historiskt hört till vodkabältet dominerar numera öl eller vin, till exempel Sverige, Finland och Polen. Även i Ryssland har den årliga konsumtionen av öl ökat markant, men vodka dominerar fortfarande.[källa behövs]
Till vodkabältet räknar man normalt
- Estland
- Finland
- Grönland
- Island
- Lettland
- Litauen
- Norge
- Polen
- Ryssland
- Sverige
- Ukraina
- Vitryssland

Ibland räknas också Irland och Skottland till spritbältet för deras tradition med whiskytillverkning.
Några andra länder har också hög vodkakonsumtion som fick det under sovjettiden fast inte har någon riktig vodkahistoria är:
- Armenien
- Azerbajdzjan
- Moldavien
- Nordkorea

De EU-länder som tillhör Vodkabältet producerar över 70 % av EU:s vodka.
Närmast söder om vodkabältet finns det som ibland kallas ölbältet, där öl är eller har varit den dominerande alkoholdrycken (Belgien, Danmark, England, Nederländerna, Tjeckien, Tyskland). Söder därom tar vinbältet vid (Medelhavsländerna, Balkan och ibland även Latinamerika).